# Josef Franko
Josef Franko (8. července 1921 Duchcov – 28. ledna 2006 Tilstock) byl český palubní střelec 311. československé bombardovací perutě.

## Život

### Před druhou světovou válkou
Josef Franko se narodil 8. července 1921 v Duchcově. Byl členem Sokola. Po odstoupení pohranicí nacistickému Německu v říjnu 1938 byl odeslán na práci do Německa.

### Druhá světová válka
V březnu 1939 utekl Josef Franko z Německa do Protektorátu Čechy a Morava. Jeho otec jej odeslal k příbuzným do Hranic, kde rok žil bez dokladů. Když se o něj začala zajímat protektorátní policie, uprchl v dubnu 1940 pěšky přes Vídeň do Bělehradu, kde se přihlásil do Československé armády v zahraničí. Přes Bejrút byl odeslán do Francie, kam dorazil 4. června 1940. Po pádu Francie, ke kterému došlo ještě během června, se evakuoval do Spojeného království. Zde se stal příslušníkem 1. československé smíšené brigády, budoval opevnění, konal strážní službu a prodělával výcvik. Požádal o přeložení k letectvu a únoru 1942 byl zařazen do 311. československé bombardovací perutě. Po výcviku na palubního střelce vykonal svůj první operační let 17. března 1942, posledním byl nálet na německou ponorkovou základnu v Baltském moři 26. března 1945.

### Po druhé světové válce
Do Československa se Josef Franko vrátil až 13. října 1945 z důvodu léčby zlomené nohy během fotbalového zápasu. Z důvodu nástupu komunistické moci odešel opět do emigrace a vrátil se do Spojeného království. Svou vlast navštívil několikrát po roce 1989, v roce 1994 se zúčastnil XII. všesokolského sletu. V roce 1997 byl jmenován čestným členem duchcovského Sokola a v roce 2001 Čestným občanem města Duchcova. Zemřel 28. ledna 2006 v Tilstocku v Anglii.